# Sázka
Sázka je smlouva, kterou se každá ze stran zavazuje, že splní výhru té straně, jejíž tvrzení o určité skutečnosti se ukáže správným. Předmětem sázky jsou tedy vzájemná protichůdná tvrzení, podmínkou platnosti ovšem je, aby skutečnost, ke které se tvrzení vztahují, byla všem neznámá nebo aby její znalost nebyla nikomu z účastníků zatajena. Sázku lze proto uzavřít i tehdy, když např. jedna ze stran pouze nevěří určitému tvrzení. Z toho také plyne, že výsledek sázky může záviset jak na neovlivnitelné náhodě, tak třeba na znalostech nebo schopnostech nějaké osoby. Výhrou mohou být peníze, věci či jiná plnění, např. závazek něco vykonat.
Právně je v České republice sázka upravena v § 2873–2880 občanského zákoníku a patří mezi tzv. odvážné smlouvy, protože prospěch z ní závisí na nejisté události. Plnění z ní není vymahatelné (nelze vymáhat ani půjčku na sázku) a není také možné takový dluh platně uznat nebo za něj např. zaručit. Na druhou stranu výhra patří mezi tzv. naturální obligace, proto ji nelze požadovat zpět, jestliže už byla dána dobrovolně. Výjimkou je situace, kdy ji dala osoba s nedostatečnými duševními nebo rozumovými schopnostmi. Přemrštěnou výhru může také soud na návrh toho, kdo sázku prohrál, přiměřeně snížit.
Odlišný právní režim mají loterie, kurzové sázení a jiné podobné sázkové hry podle zákona č. 202/1990 Sb., o loteriích a jiných podobných hrách.